# Принц Лавина
„Принц Лавина“ (на английски: Prince Avalanche) е американски филм от 2013 година, комедия на режисьора Дейвид Гордън Грийн по негов собствен сценарий, базиран на филма на Хафстейн Гунар Сигурдсон „Така или иначе“ („Á annan veg“, 2011).
В центъра на сюжета са млад мъж със семейни проблеми и завършилият училище брат на съпругата му, които са изпратени да нанасят маркировката на път в изолиран район, претърпял горски пожар. Главните роли се изпълняват от Пол Ръд и Емил Хърш.
„Принц Лавина“ печели награда за режисура на Берлинския международен кинофестивал и е номиниран за „Златна мечка“.